# Europejska Formuła 2 Sezon 1970
Europejska Formuła 2 Sezon 1970 – czwarty sezon Europejskiej Formuły 2. Rozpoczął się 30 marca na torze Thruxton Circuit w Wielkiej Brytanii, a zakończył 10 października na niemieckim torze Hockenheimring. Tytuł w klasyfikacji kierowców zdobył Szwajcar Clay Regazzoni. Wśród zespołów najlepsza okazała się włoska ekipa Tecno Racing, a wśród konstruktorów francuski March.

## Kalendarz wyścigów
Wyścigi 2, 5, 6 i 7 były złożone z dwóch eliminacji, które składały się na końcowy rezultat.
Wyścigi 1 i 4 były złożone z dwóch półfinałów, na bazie których kierowcy startowali w finale. Tylko wyniki z finału były zaliczane do klasyfikacji.
| Runda | Tor                           | Data            | Pole Position   | Najszybsze okrążenie | Zwycięzca (kierowcy) | Zwycięzca (zespoły) | Zwycięzca (konstruktorzy) |
| ----- | ----------------------------- | --------------- | --------------- | -------------------- | -------------------- | ------------------- | ------------------------- |
| 1     | Thruxton Circuit              | 30 marca        | Jackie Stewart  | Jochen Rindt         | Jochen Rindt         | Jochen Rindt Racing | Lotus                     |
| 2     | Hockenheimring                | 12 kwietnia     | Jochen Rindt    | Dieter Quester       | Clay Regazzoni       | Tecno Racing        | Tecno                     |
| 3     | Montjuïc circuit              | 26 kwietnia     | Henri Pescarolo | Derek Bell           | Derek Bell           | Wheatcroft Racing   | Brabham                   |
| 4     | Crystal Palace Circuit        | 25 maja         | Jackie Stewart  | Jackie Stewart       | Jackie Stewart       | John Coombs         | Brabham                   |
| 5     | Autodromo di Pergusa          | 22 sierpnia     | Jacky Ickx      | Clay Regazzoni       | Clay Regazzoni       | Tecno Racing        | Tecno                     |
| 6     | Tulln-Langenlebarn            | 13 września     | Clay Regazzoni  | François Cevert      | Jacky Ickx           | BMW                 | BMW                       |
| 7     | Autodromo Enzo e Dino Ferrari | 27 września     | Clay Regazzoni  | Jacky Ickx           | Clay Regazzoni       | Tecno Racing        | Tecno                     |
| 8     | Hockenheimring                | 10 października | Ronnie Peterson | Dieter Quester       | Dieter Quester       | BMW                 | BMW                       |

## Klasyfikacja kierowców
Punktacja:

Wyścig: 9-6-4-3-2-1 (sześć pierwszych pozycji)

Do klasyfikacji zaliczano 6 najlepszych wyników

| Legenda oznaczeń w tabelach wyników Wyświetl szablon na nowej stronie | Legenda oznaczeń w tabelach wyników Wyświetl szablon na nowej stronie                                                                     |
| Oznaczenie                                                            | Wyjaśnienie |
| --------------------------------------------------------------------- | --- |
| Złoty                                                                 | Zwycięzca lub mistrzostwo |
| Srebrny                                                               | 2. miejsce lub wicemistrzostwo |
| Brązowy                                                               | 3. miejsce lub II wicemistrzostwo |
| Zielony                                                               | Ukończył, punktował (w klasyfikacji generalnej, gdy zdobył co najmniej jeden punkt na przestrzeni sezonu, poza trzema powyższymi opcjami) |
| Niebieski                                                             | Ukończył, nie punktował (w klasyfikacji generalnej, gdy nie zdobył co najmniej jednego punktu na przestrzeni sezonu)                      |
| Czerwony                                                              | Nie zakwalifikował się (NZ) |
| Czerwony                                                              | Nie prekwalifikował się (NPK) |
| Różowy                                                                | Nie ukończył (NU) |
| Różowy                                                                | Niesklasyfikowany (NS) (w klasyfikacji generalnej, gdy nie został sklasyfikowany w żadnym wyścigu sezonu)                                 |
| Czarny                                                                | Zdyskwalifikowany (DK) |
| Czarny                                                                | Wykluczony (WYK/EX) |
| Biały                                                                 | Nie wystartował (NW) |
| Biały                                                                 | Kontuzjowany (K/INJ) |
| Biały                                                                 | Wyścig odwołany (OD/C) |
| Bez koloru                                                            | Został wycofany (WYC/WD) |
| Bez koloru                                                            | Nie przybył (NP/DNA) |
| Bez koloru                                                            | Nie brał udziału w treningach (NT/DNP) |
| Bez koloru                                                            | Nie został zgłoszony (–) |
| Pogrubienie                                                           | Start z pole position |
| Kursywa                                                               | Najszybsze okrążenie wyścigu |
| †                                                                     | Nie ukończył, ale jego rezultat został zaliczony ze względu na przejechanie więcej niż 90% dystansu wyścigu.                              |
| *                                                                     | Sezon w trakcie |
| 1/2/3                                                                 | Punktowana pozycja w sprincie kwalifikacyjnym                                                                                             |
| Lista systemów punktacji Formuły 1                                    | |

| P.                                            | Kierowca              | Zespół                     | Podwozie | Silnik | THR | HOC | ESP | CRY | PER | AUT | IMO | HOC | Punkty  |
| --------------------------------------------- | --------------------- | -------------------------- | -------- | ------ | --- | --- | --- | --- | --- | --- | --- | --- | ------- |
| 1                                             | Clay Regazzoni        | Tecno Racing               | Tecno    | Ford   | 8   | 1   | 8   | 2   | 1   | NU  | 1   | 2   | 44      |
| 2                                             | Derek Bell            | Wheatcroft Racing          | Brabham  | Ford   | 3   | 3   | 1   | (8) | 7   | 4   | 3   | (6) | 35 (38) |
| 3                                             | Emerson Fittipaldi    | Team Bardahl               | Lotus    | Ford   | NW  | 6   | 3   | 3   | 5   | WD  | 2   | 4   | 25      |
| 4                                             | Dieter Quester        | BMW                        | BMW      | BMW    | 7   | NU  | 5   |     | NU  | NU  | NU  | 1   | 14      |
| 5                                             | Ronnie Peterson       | Guthrie Racing             | March    | Ford   | WD  | NU  | NU  | NZ  |     | 5   | 4   | 3   | 14      |
| 6                                             | François Cevert       | Tecno Racing               | Tecno    | Ford   | WD  | 11  | NU  | NU  | NU  | 3   | NU  | NU  | 9       |
| 7                                             | Tetsu Ikuzawa         | Ikuzawa Racing             | Lotus    | Ford   | 12  | 2   |     | 9   |     | 7   | 7   | NU  | 9       |
| 8                                             | Robin Widdows         | Walker Racing              | Brabham  | Ford   | 4   | 12  | 4   | NU  |     |     |     |     | 9       |
| 9                                             | Peter Westbury        | FIRST                      | Brabham  | Ford   | NU  | NU  | 9   | NU  | 4   | 12  | NU  | NU  | 7       |
| 10                                            | Henri Pescarolo       | Bob Gerard Racing          | Brabham  | Ford   |     |     | 2   | 6   |     |     |     |     | 6       |
| 11                                            | Alistair Walker       | Walker Racing              | Brabham  | Ford   | 5   |     |     | 7   |     | 8   | NU  | NU  | 5       |
| 12                                            | Tim Schenken          | Sports Motor International | Brabham  | Ford   | 14  | NU  | NU  | NZ  |     | NU  | 9   | WD  | 4       |
| 13                                            | Hubert Hahne          | BMW                        | BMW      | BMW    | NZ  | 4   | NZ  |     | NU  | WD  |     |     | 3       |
| 14                                            | Vittorio Brambilla    | Scuderia Picchio Rossa     | Brabham  | Ford   | NZ  | WD  | 10  | NZ  |     |     |     |     | 3       |
| 14                                            | Vittorio Brambilla    | North Italian Racing       | Brabham  | Ford   |     |     |     |     | NU  | 6   |     |     | 3       |
| 14                                            | Vittorio Brambilla    | Scuderia Ala d'Oro         | Brabham  | Ford   |     |     |     |     |     |     | NU  | 8   | 3       |
| 15                                            | Carlos Reutemann      | Automóvil Club Argentino   | Brabham  | Ford   | WD  | 8   | 6   | NU  | NU  | NU  | NU  | 5   | 3       |
| 16                                            | Mike Goth             | prywatny                   | Brabham  | Ford   |     |     |     |     |     |     | 6   |     | 2       |
| 16                                            | Mike Goth             | Paul Watson Racing         | Brabham  | Ford   |     |     |     |     |     |     |     | NU  | 2       |
| 17                                            | Jean-Pierre Jabouille | Pygmée                     | Pygmée   | Ford   | NZ  | WD  | 11  |     | 8   |     | NZ  | NW  | 2       |
| 18                                            | Peter Gaydon          | Bob Gerard Racing          | Brabham  | Ford   | NU  | 7   |     | WD  |     |     |     |     | 1       |
| 19                                            | Tommy Reid            | Irish Racing               | Brabham  | Ford   | 9   |     |     |     |     |     |     | WD  | 1       |
| Kierowcy niedopuszczeni do zdobywania punktów |                       |                            |          |        |     |     |     |     |     |     |     |     |         |
| –                                             | Jackie Stewart        | John Coombs                | Brabham  | Ford   | 2   |     |     | 1   |     |     |     |     | –       |
| –                                             | Jacky Ickx            | BMW                        | BMW      | BMW    | 6   |     | WD  |     | 3   | 1   | NU  |     | –       |
| –                                             | Jochen Rindt          | Jochen Rindt Racing        | Lotus    | Ford   | 1   | NU  |     | NU  |     | WD  |     |     | –       |
| –                                             | Jo Siffert            | BMW                        | BMW      | BMW    | NU  |     |     |     | 2   | 11  | NU  |     | –       |
| –                                             | Jack Brabham          | John Coombs                | Brabham  | Ford   |     |     |     |     |     | 2   |     |     | –       |
| –                                             | Andrea de Adamich     | Scuderia Jolly Club        | Brabham  | Ford   | WD  |     |     | 4   |     |     |     |     | –       |
| –                                             | Rolf Stommelen        | Eifelland                  | March    | Ford   | NU  | 5   | 12  |     | 6   | NU  | 5   |     | –       |
| –                                             | Graham Hill           | Jochen Rindt Racing        | Lotus    | Ford   |     |     |     | 5   |     | WD  |     |     | –       |
| P.                                            | Kierowca              | Zespół                     | Podwozie | Silnik | THR | HOC | ESP | CRY | PER | AUT | IMO | HOC | Punkty  |

Uwagi:
- pogrubienie – pole position
- kursywa – najszybsze okrążenie

## Klasyfikacja zespołów
| P  | Konstruktor                | Punkty |
| -- | -------------------------- | ------ |
| 1  | Tecno Racing               | 53     |
| 2  | Wheatcroft Racing          | 35     |
| 3  | Team Bardahl               | 25     |
| 4  | BMW                        | 17     |
| 5  | Guthrie Racing             | 14     |
| 6  | Walker Racing              | 14     |
| 7  | Ikuzawa Racing             | 9      |
| 8  | FIRST Racing               | 7      |
| 9  | Bob Gerard Racing          | 7      |
| 10 | Sports Motor International | 4      |
| 11 | North Italian Racing       | 3      |
| 12 | Automóvil Club Argentino   | 3      |
| 13 | Mike Goth                  | 2      |
| 14 | Pygmée                     | 2      |
| 15 | Irish Racing               | 1      |

## Klasyfikacja konstruktorów
| P | Konstruktor | Punkty |
| - | ----------- | ------ |
| 1 | Brabham     | 76     |
| 2 | Tecno       | 53     |
| 3 | Lotus       | 34     |
| 4 | BMW         | 17     |
| 5 | March       | 14     |
| 6 | Pygmée      | 2      |

## Klasyfikacja dostawców silników
| P | Dostawca | Punkty |
| - | -------- | ------ |
| 1 | Ford     | 179    |
| 2 | BMW      | 17     |